# SciFiNow

SciFiNow est un magazine bimestriel français de science-fiction, fantasy et horreur créé en janvier 2013. Sa publication s'arrête en décembre 2014.
Chaque numéro comporte 112 pages. Il s'agit d'une publication britannique sous licence Imagine Publishing Limited. Il est traduit, édité et diffusé en France par Panini France SA.
La version britannique du magazine est mensuelle et existe depuis avril 2007. En 2020, la publication papier est interrompue, demeure la version internet.